# Глизін Олексій Сергійович
Олексій Сергійович Глизін (нар. 13 січня 1954, Митищі, Московська область) — радянський і російський естрадний співак, актор та музикант, радіоведучий. Заслужений артист Російської Федерації (2006). Володар премії «Шансон року» (2016).

## Біографія
Народився 13 січня 1954 року в місті Митищі в родині службовців Сергія Васильовича і Серафими Олексіївни Глизіних (12 серпня 1922—2012), мати працювала в Міністерстві шляхів сполучення, Почесний залізничник.
Батько — Сергій Васильович Глизін — ветеран війни, двічі був поранений, контужений, під час Другої світової війни дійшов до Польщі, батьки розлучилися, коли йому було чотири роки, виховували його мама і бабуся.

### Освіта
Олексій Глизін закінчив музичну школу по класу фортепіано. Після закінчення восьми класів навчався три роки в радіоаппаратобудівельному технікумі. Незадовго до закінчення його покинув і став грати в Митищинському ансамблі.
Після навчання на заочному відділенні в Тамбовському культпросвітучилищі перевівся до Московського державного інституту культури, де навчався на денному відділенні естрадно-духового факультету. На 3-му курсі його призвали в армію на Далекий Схід, де він служив біля китайського кордону молодшим авіаційним фахівцем, а потім перейшов до музичного взводу.

### Кар'єра
Працював у ВІА «Добрі молодці». У 1977 році Олексій Глизін виступав у складі ВІА «Самоцвіти». У 1978 році виступав у складі ВІА «Ритм», що акомпанував  Аллі Пугачовій.
У 1979-1988 рр. — учасник ансамблю «Веселі хлопці», в якому здобув всесоюзну популярність. У складі ансамблю брав участь у фестивалі «На краще виконання радянської рок- і поп-музики „Єреван-81“» та у міжнародному конкурсі естрадної пісні «Братиславська ліра-1985». Брав участь у запису культового магнітоальбома «Бананові острови» і LP «Хвилиночку». В ансамблі «Веселі хлопці» записав багато популярних пісень: «Легко сказать», «Пришла пора», «Рудим завжди щастить», «Трикутник», «Кораблі», «Поїзд, що йде на південь», «Бологоє», «Вечір при свічках», «Бродячі артисти», «Розіта», «Не хвилюйтеся, тітко». У складі ансамблю виїжджав за кордон: Угорщина, Чехословаччина, Куба, Німеччина, Болгарія, Фінляндія. На межі останніх робіт у ансамблі  та сольної кар'єри в «Утренней почте» виходять пісні «Эпизод» та «Лесная сказка».
У серпні 1988 року збирає групу «Ура» і починає сольну кар'єру. У 1990 році виступає у «Програмі „А“». У 1999 році змагається на «Музичному рингу» з Сергієм Рогожиним (66-й випуск — Олексій Глизін проти Сергія Рогожина; запис 18 червня 1999 року; поєдинок співаків, оспівують романтичну любов).
Випустив сім альбомів, з них три — збірки його пісень.
У 1993 році разом зі співаком  Сергієм Мінаєвим був співведучим радіопрограми «Незрозумілі факти», в якій висвітлювалися загадкові події міст Підмосков'я. Через 4 місяці програма була закрита через низький рейтинг.
У 2006 році В.Путін підписав указ про присвоєння Олексію Глизіну почесного звання «Заслужений артист Російської Федерації».
У 2007 році брав участь в телевізійному в шоу «Ти — суперстар!» (НТВ) і зайняв там друге місце.
У 2008 році брав участь в шоу «Перша ескадрилья» ( Перший канал) і зайняв там друге місце.
У 2009 році почав участь в шоу  «Жорстокі ігри», але був госпіталізований. Ця програма була показана у 2010 році. У 2012 році випускає новий альбом.
З 20 вересня 2015 року бере участь в 3-му сезоні шоу перевтілень  «Точно в-точь». Перевтілювався в Аль Бано,  Олександра Кутікова,  Джона Бон Джові,  Олександра Сєрова,  Сергія Гармаша,  Біллі Джоела,  Віллі Токарєва,  Олександра Барикіна,  Сергія Шнурова,  Юрія Антонова та  Гаріка Сукачова.
8 квітня 2017 року Олексій Глизін здобув премію «Шансон року — 2017» за дуетну пісню з Валерією «Він і вона».

### Особисте життя
Сім'я:
- Перша дружина — Людмила Глизіна[6];
- Друга дружина (з 10 липня 1992 року) — Санія Валентинівна Глизіна (Бабій; нар. 07.05.1971), чемпіонка світу з художньої гімнастики, майстер спорту, керівник балету «Релеве» (цей колектив часто виступає в програмах Олексія Глизіна).
- Діти:
  - Олексій Олексійович Глизін (нар. 15.11.1975), телережисер серіалу «Територія примар», телепередач: «У пошуках пригод з М. Кожуховим», «Все відразу» на НТВ. Режисер телепрограми «Дачний відповідь».
  - Ігор Олексійович Глизін (нар. 12.12.1992), названий на честь Ігоря Талькова, займається плаванням, танцями, захоплюється музикою, грає на гітарі, вивчає китайську мову в школі з китайським ухилом, грає у шахи. Грає в групі Олексія Глизіна на концертах, зйомках.
- Онук: Денис Олексійович Глизін (нар. 2005, квітень).[7][8]

Захоплення:
Олексій Глизін займається рукопашним боєм.

## Фільмографія
- 1987 — Вона з мітлою, він у чорному капелюсі
- 1988 — Приморський бульвар — епізод, пісня «Трикутник»
- 2006 — Я повернуся… Ігор Тальков (документальний)

## Дискографія
Winter Garden. Олексій Глизін і група «Ура». Одна из самых популярных советских пластинок в 1990-м году, сольний альбом, пісні Віктора Чайки, вірші Симона Осіашвілі.
| 1990 — «Зимний сад» (LP Мелодия) | 1990 — «Зимний сад» (LP Мелодия) | 1990 — «Зимний сад» (LP Мелодия) |
| #                                | Назва                            | Тривалість                       |
| -------------------------------- | -------------------------------- | -------------------------------- |
| 1.                               | «Зимний сад»                     |                                  |
| 2.                               | «Африка»                         |                                  |
| 3.                               | «Всё позади»                     |                                  |
| 4.                               | «Я всё простил»                  |                                  |
| 5.                               | «Ты не ангел»                    |                                  |
| 6.                               | «Доплыву до буйка»               |                                  |
| 7.                               | «Ты моя»                         |                                  |
| 8.                               | «Пепел любви»                    |                                  |

| 1994 — «Пепел любви» CD (CDRDM 4 02 026) | 1994 — «Пепел любви» CD (CDRDM 4 02 026) | 1994 — «Пепел любви» CD (CDRDM 4 02 026) |
| #                                        | Назва                                    | Тривалість                               |
| ---------------------------------------- | ---------------------------------------- | ---------------------------------------- |
| 1.                                       | «Счастье ты моё»                         |                                          |
| 2.                                       | «Лампа»                                  |                                          |
| 3.                                       | «Письма издалека»                        |                                          |
| 4.                                       | «Розы на память»                         |                                          |
| 5.                                       | «Крик в ночи»                            |                                          |
| 6.                                       | «Защити меня от одиночества»             |                                          |
| 7.                                       | «Молитва»                                |                                          |
| 8.                                       | «Африка»                                 |                                          |
| 9.                                       | «Всё позади»                             |                                          |
| 10.                                      | «Пепел любви»                            |                                          |
| 11.                                      | «Зимний сад»                             |                                          |
| 12.                                      | «Ты не ангел»                            |                                          |
| 13.                                      | «Блудный сын»                            |                                          |
| 14.                                      | «То ли воля, то ли неволя»               |                                          |
| 15.                                      | «Сон»                                    |                                          |

| 1995 — «Это неправда» («Элиас») | 1995 — «Это неправда» («Элиас») | 1995 — «Это неправда» («Элиас») |
| #                               | Назва                           | Тривалість                      |
| ------------------------------- | ------------------------------- | ------------------------------- |
| 1.                              | «Девочка-веточка»               |                                 |
| 2.                              | «Я скучаю»                      |                                 |
| 3.                              | «Это неправда»                  |                                 |
| 4.                              | «Колыбельная»                   |                                 |
| 5.                              | «Лучшая женщина»                |                                 |
| 6.                              | «Моя любовь»                    |                                 |
| 7.                              | «Так и стой!»                   |                                 |
| 8.                              | «Я всё простил»                 |                                 |
| 9.                              | «Ты опоздала»                   |                                 |
| 10.                             | «Ты — моя»                      |                                 |
| 11.                             | «Любовь-беда»                   |                                 |
| 12.                             | «До свидания»                   |                                 |

| 1999 — «Запоздалый экспресс» (ОРТ-Рекордс) | 1999 — «Запоздалый экспресс» (ОРТ-Рекордс) | 1999 — «Запоздалый экспресс» (ОРТ-Рекордс) |
| #                                          | Назва                                      | Тривалість                                 |
| ------------------------------------------ | ------------------------------------------ | ------------------------------------------ |
| 1.                                         | «Поздний вечер в Сорренто»                 |                                            |
| 2.                                         | «Запоздалый экспресс»                      |                                            |
| 3.                                         | «Регги на телеге»                          |                                            |
| 4.                                         | «Летит душа»                               |                                            |
| 5.                                         | «Молчаливое чудо»                          |                                            |
| 6.                                         | «Грешное танго»                            |                                            |
| 7.                                         | «Мечты»                                    |                                            |
| 8.                                         | «Чёрный дрозд и белый аист»                |                                            |
| 9.                                         | «Обман»                                    |                                            |
| 10.                                        | «Песенка про меня»                         |                                            |
| 11.                                        | «Будь неподалёку»                          |                                            |
| 12.                                        | «Времени нет»                              |                                            |

| 2001 — «Золотая коллекция 1987—2001» (подарочное издание) (NOX 046-2) | 2001 — «Золотая коллекция 1987—2001» (подарочное издание) (NOX 046-2) | 2001 — «Золотая коллекция 1987—2001» (подарочное издание) (NOX 046-2) |
| #                                                                     | Назва                                                                 | Тривалість                                                            |
| --------------------------------------------------------------------- | --------------------------------------------------------------------- | --------------------------------------------------------------------- |
| 1.                                                                    | «Век»                                                                 |                                                                       |
| 2.                                                                    | «Сорренто»                                                            |                                                                       |
| 3.                                                                    | «Зимний сад»                                                          |                                                                       |
| 4.                                                                    | «Всё позади»                                                          |                                                                       |
| 5.                                                                    | «Ты не ангел»                                                         |                                                                       |
| 6.                                                                    | «Письма издалека»                                                     |                                                                       |
| 7.                                                                    | «Розы на память»                                                      |                                                                       |
| 8.                                                                    | «Не волнуйтесь, тётя»                                                 |                                                                       |
| 9.                                                                    | «То ли воля, то ли неволя»                                            |                                                                       |
| 10.                                                                   | «Пепел любви»                                                         |                                                                       |
| 11.                                                                   | «Песенка обо мне»                                                     |                                                                       |
| 12.                                                                   | «Эпизод»                                                              |                                                                       |
| 13.                                                                   | «Экспресс»                                                            |                                                                       |
| 14.                                                                   | «Регги»                                                               |                                                                       |
| 15.                                                                   | «Дрозд и аист»                                                        |                                                                       |
| 16.                                                                   | «Пустыня (на диске «Мираж»)»                                          |                                                                       |
| 17.                                                                   | «Автомобили»                                                          |                                                                       |
| 18.                                                                   | «Романс (Я знаю, осень не права…)»                                    |                                                                       |
| 19.                                                                   | «Видеоклип «Век»»                                                     |                                                                       |

| 2004 — «Летит душа» CD (JAM 10 179-2) | 2004 — «Летит душа» CD (JAM 10 179-2) | 2004 — «Летит душа» CD (JAM 10 179-2) |
| #                                     | Назва                                 | Тривалість                            |
| ------------------------------------- | ------------------------------------- | ------------------------------------- |
| 1.                                    | «Любовь-беда»                         |                                       |
| 2.                                    | «Девочка-веточка»                     |                                       |
| 3.                                    | «Солёное море»                        |                                       |
| 4.                                    | «Доплыву до буйка»                    |                                       |
| 5.                                    | «Я всё простил»                       |                                       |
| 6.                                    | «Плохой»                              |                                       |
| 7.                                    | «Летит душа»                          |                                       |
| 8.                                    | «Это неправда»                        |                                       |
| 9.                                    | «Блудный сын»                         |                                       |
| 10.                                   | «Африка»                              |                                       |
| 11.                                   | «До свидания»                         |                                       |
| 12.                                   | «P.S. Колыбельная»                    |                                       |

| 2004 — «Легендарные песни» (JAM CD) | 2004 — «Легендарные песни» (JAM CD) | 2004 — «Легендарные песни» (JAM CD) |
| #                                   | Назва                               | Тривалість                          |
| ----------------------------------- | ----------------------------------- | ----------------------------------- |
| 1.                                  | «Думай и мечтай»                    |                                     |
| 2.                                  | «Пепел любви»                       |                                     |
| 3.                                  | «Письма издалека»                   |                                     |
| 4.                                  | «Зимний сад»                        |                                     |
| 5.                                  | «Лампа»                             |                                     |
| 6.                                  | «Это неправда»                      |                                     |
| 7.                                  | «Защити меня от одиночества»        |                                     |
| 8.                                  | «Всё позади»                        |                                     |
| 9.                                  | «Поздний вечер в Сорренто»          |                                     |
| 10.                                 | «Розита»                            |                                     |
| 11.                                 | «Не волнуйтесь, тётя»               |                                     |
| 12.                                 | «Запоздалый экспресс»               |                                     |
| 13.                                 | «Розы на память»                    |                                     |
| 14.                                 | «Любовь-беда»                       |                                     |
| 15.                                 | «Счастье ты моё»                    |                                     |
| 16.                                 | «То ли воля, то ли неволя»          |                                     |
| 17.                                 | «Ты не ангел»                       |                                     |

| 2012 — «Крылья любви» CD (МИСТЕРИЯ ЗВУКА) | 2012 — «Крылья любви» CD (МИСТЕРИЯ ЗВУКА) | 2012 — «Крылья любви» CD (МИСТЕРИЯ ЗВУКА) |
| #                                         | Назва                                     | Тривалість                                |
| ----------------------------------------- | ----------------------------------------- | ----------------------------------------- |
| 1.                                        | «Пять минут»                              |                                           |
| 2.                                        | «Небо Италии»                             |                                           |
| 3.                                        | «Крылья любви»                            |                                           |
| 4.                                        | «Непокорная»                              |                                           |
| 5.                                        | «Новый год»                               |                                           |
| 6.                                        | «Осенние вечера»                          |                                           |
| 7.                                        | «Ухожу от тебя»                           |                                           |
| 8.                                        | «33 коровы»                               |                                           |
| 9.                                        | «Нет тебя, нет!»                          |                                           |
| 10.                                       | «По лабиринтам»                           |                                           |
| 11.                                       | «Где ты (Искупаться в волосах)»           |                                           |
| 12.                                       | «Без пяти осень»                          |                                           |
| 13.                                       | «Ах, этот вечер!»                         |                                           |
| 14.                                       | «По лабиринтам (REMIX)»                   |                                           |